# Невил Маринър
Сър Невил Маринър (на английски: Neville Marriner) е британски диригент и цигулар.

## Биография
Роден е на 15 април 1924 г. в Линкълн, Англия. Завършил е Кралския музикален колеж и Парижката консерватория. След това заминава за САЩ, където изучава диригентско майсторство при Пиер Монтьо. Работил е в много от най-известните оркестри – като цигулар в Лондонския симфоничен и Британската филхармония, бил е музикален директор на Лосанджелиския камерен оркестър (1969 – 78) и Симфоничния оркестър на Минесота (1979 – 86). Сър Маринър е бил и главен диригент на Радиосимфоничния оркестър на Щутгарт от 1986 до 1989. Още през 1959 основава свой оркестър – Академия на Свети Мартин в полята, с които прави множество записи. Получава рицарско звание през 1985. Невил Маринър е един от световно признатите диригенти, дирижирал произведения от епохата на ранния барок до музиката на XX век. Сред дирижираните произведения от него са творби на Бах, Вивалди, Хендел и Бритън. Умира на 2 октомври 2016 г., три дни след последния си концерт в Падуа, Италия.